# Donald J. Harris
Donald Jasper Harris (Brown's Town, 23 augustus 1938) is een Jamaicaans-Amerikaanse econoom en emeritus hoogleraar aan de Stanford Universiteit, bekend vanwege het toepassen van post-keynesiaanse ideeën op de ontwikkelingseconomie. Hij is de vader van Kamala Harris (1964, vicepresident van de Verenigde Staten) en Maya Harris (1967, advocaat en politiek commentator).

## Jeugd en studiejaren
Harris werd geboren in Brown's Town in de parish Saint Ann in het noorden van het eiland Jamaica, als zoon van Beryl Christie en Oscar Joseph Harris. Hij groeide op in Orange Hill, in het zuidoosten van Brown's Town. Volgens een niet bevestigde claim zou de grootmoeder van Harris afstammen van de stichter van Brown's Town, plantage-eigenaar en slaveneigenaar Hamilton Brown.
Harris behaalde in 1960 een Bachelor of Arts aan de Universiteit van Londen. In 1963 kwam hij naar de Verenigde Staten om een doctoraat te behalen aan de Universiteit van Californië-Berkeley, dat hij in 1966 voltooide. Bij zijn proefschrift, Inflatie, Kapitaalvorming en Economische Groei: Een Theoretische en numerieke analyse, was zijn promotor de econometrist Daniel McFadden.

## Carrière
Harris was docent aan de Universiteit van Illinois te Urbana-Champaign van 1966 tot 1967 en aan de Northwestern-Universiteit van 1967 tot 1968. Hij ging in 1968 naar de Universiteit van Wisconsin-Madison als hoofddocent. In 1972 trad hij toe tot de faculteit van Stanford University als hoogleraar economie. Hij leidde de Consortium Graduate School of Social Sciences aan de Universiteit van West-Indië in 1986–1987, en hij was een Fulbright Academicus in Brazilië in 1990 en 1991, en in Mexico in 1992. In 1998 ging hij met pensioen bij Stanford en werd emeritus hoogleraar.

## Boeken
Harris is de auteur van de economische monografie Kapitaalvorming en inkomensverdeling, gepubliceerd in 1978 door de Stanford University Press.
Hij heeft ook verschillende boeken gepubliceerd over de economie van Jamaica, waaronder Jamaica's Export Economy: Towards a Strategy of Export-led Growth (Ian Randle, 1997) en A Growth-Inducement Strategy for Jamaica in the Short and Medium Term (bewerkt samen met G. Hutchinson, Planning Institute of Jamaica, 2012).

## Privéleven
Harris verhuisde in de herfst 1961 naar de Verenigde Staten; in juli 1963 trouwde hij met Shyamala Gopalan (1938-2009). Ze ontmoetten elkaar doordat beiden betrokken waren bij de Amerikaanse burgerrechtenbeweging. Het echtpaar scheidde in december 1971, toen hun dochter Kamala zeven jaar oud was en hun dochter Maya vier jaar oud.
In 2019 bekritiseerde Harris een grappige opmerking van zijn dochter, de Californische senator Kamala Harris, over het roken van marihuana. Harris werd op 11 februari 2019 in de radioshow "The Breakfast Club" gevraagd of ze tegen de legalisering van cannabis is. Ze antwoordde: 'De helft van mijn familie komt uit Jamaica - hou je me voor de gek?' Donald Harris berispte haar voor deze opmerking op de website "Jamaica Global Online": "Mijn dierbare overleden grootmoeders, evenals mijn overleden ouders, draaien zich nu waarschijnlijk in hun graf bij het zien van de naam en reputatie van hun familie en de trotse Jamaicaanse identiteit die, op welke manier dan ook, al dan niet als grapje, verbonden wordt met het frauduleuze stereotype van een wiet-rokende vreugdezoeker en in het nastreven van identiteitspolitiek."
- Bibsys: 90203438
- CiNii: DA00546729
- Gemeinsame Normdatei: 170169219
- International Standard Name Identifier: 0000 0001 1589 771X
- Library of Congress Control Number: n78060323
- Nationale Bibliotheek van Letland: 000172429
- Mathematics Genealogy Project: 217978
- Bibliotheek van het Japanse parlement: 00442526
- Nationale bibliotheek van Australië: 35858287
- Nationale Bibliotheek van Israël: 987007436294805171
- Nederlandse Thesaurus van Auteursnamen: 070006156
- Système universitaire de documentation: 169706451
- Virtual International Authority File: 6194348
- WorldCat: E39PBJwhBdwvGgpBFPHkJx4Xh3